# Дуда, Пётр
Пётр Дуда (пол. Piotr Duda; род. 15 июня 1962, Велёвесь) — польский профсоюзный деятель, с 2010 года — четвёртый председатель профобъединения «Солидарность».

## Завод и десант
Родился в деревенской семье из гмины Велёвесь. С 1980 работал токарем на металлургическом заводе в Гливице. Вступил в независимый профсоюз Солидарность. Однако после введения военного положения в  деятельности подпольной «Солидарности» участия не принимал. 
В 1981—1983 Пётр Дуда служил в 6-й Поморской дивизии воздушно-десантных войск армии ПНР. Военную службу проходил в элитной части, дислоцированной на территории Сирии в составе Польского военного контингента Сил ООН по наблюдению за разъединением (СООННР) в районе Голанских высот. После армии вернулся на завод.

## Профсоюзный активист
Пётр Дуда вновь присоединился к «Солидарности» после релегализации профсоюза в 1989. В 1992 возглавил заводскую профорганизацию, в 1995 избран в профцентр Силезского-Домбровского региона. Был активистом и региональным казначеем AWS. Поддерживал правопопулистскую политику Мариана Кшаклевского.
В 2002—2010 Пётр Дуда — председатель Силезско-Домбровского профцентра и член Национальной комиссии «Солидарности».

## Председатель «Солидарности»
21 октября 2010 года избран председателем «Солидарности», сменив на этом посту Януша Снядека. На выборах Дуда противопоставил линии Снядека принцип деполитизации профсоюза (позиции Снядека оказались подорваны поражением его союзника Ярослава Качиньского на президентских выборах). Он также высказался за расширение самостоятельности региональных профцентров.
Несмотря на декларированную аполитичность, Пётр Дуда подтвердил, что правоконсервативная партия Право и справедливость (PiS) остаётся главным союзником «Солидарности». Подобно Снядеку, Дуда выступает в политическом альянсе с Качиньским. Жёстко враждебна позиция профсоюза и его председателя к наследию бывшей правящей компартии. Однако главным противником «Солидарности» в первые годы председательства Дуды являлись партия Гражданская платформа и либеральное правительство Дональда Туска с его социальной политикой. В сентябре 2013 года Дуда возглавлял массовые акции «Солидарности» против кабинета Туска и планов правительства ужесточить социально-трудовое законодательство.

Некоторые пытаются убедить нас в том, что была первая, вторая, потом третья «Солидарности», но это не так. И сегодня — в условиях демократии и свободы — мы выступаем за права трудящихся. Когда-то мы боролись за свободную демократическую Польшу, а сегодня видим, что в нашей стране капитализм 19-го века, который делает из работника раба. Те, кто был в «Солидарности» в 1980 году, но сегодня выполняет другие задачи — ну хотя бы как премьер-министр Дональд Туск или спикер Сената Богдан Борусевич — теперь говорят, что это не тот союз. Ничего подобного! Сегодня наш союз объединяет более 700 тысяч профсоюзовцев, и он по-прежнему защищает и будет защищать интересы польских трудящихся.

Пётр Дуда

Дважды на съездах профобъединения — в 2014 и 2018 — Пётр Дуда переизбирался председателем «Солидарности» безальтернативным голосованием.
На президентских выборах в 2015 и в 2020 «Солидарность» поддерживала однофамильца своего председателя — кандидата PiS Анджея Дуду. Оба раза Дуда был избран президентом Польши.

## Международная активность
Весной 2011 Пётр Дуда выступил в поддержку протестных акций американских профсоюзов в штате Висконсин:

Дорогие сёстры и братья. От имени 700 000 членов польского профсоюза «Солидарность» я хотел бы выразить нашу поддержку вашей борьбе против недавней атаки на профсоюзные права со стороны губернатора Скотта Уокера. Мы являемся свидетелями ещё одной попытки переложить на трудящихся издержки экономического кризиса и неудачной финансовой политики. Надеемся на ваш успех в борьбе за достойные условия труда и жизни. Ваша победа — также и наша победа. Мы следим за развитием событий, сообщите, в чём можем помочь.

## Награды
- Командорский крест со звездой ордена Возрождения Польши (2025 год)[12]